# Бичок-цуцик східний
Бичок-цуцик східний (Proterorhinus nasalis) — вид риби з родини Gobiidae.
Мешкає в солонуватих водах південної частини Каспійського моря, в оригіналі описаний біля Баку.